# 362 TCN
362 TCN là một năm trong lịch La Mã.